# 374 Burgundia
374 Burgundia è un asteroide della fascia principale del diametro medio di circa 44,67 km. Scoperto nel 1893, presenta un'orbita caratterizzata da un semiasse maggiore pari a 2,7792847 UA e da un'eccentricità di 0,0798791, inclinata di 8,98660° rispetto all'eclittica.
Il suo nome è dedicato all'omonimo regno, ducato e regione francese, l'attuale Borgogna.
Fino al 2002 era considerato un componente della famiglia di asteroidi Cerere; in seguito è stato riconosciuto, insieme allo stesso Cerere, come un "intruso" all'interno della famiglia (rinominata in famiglia Gefion), con la quale condivide i parametri orbitali ma non l'origine.